# Place Saint-Louis (Autun)
Pour les articles homonymes, voir Place Saint-Louis.

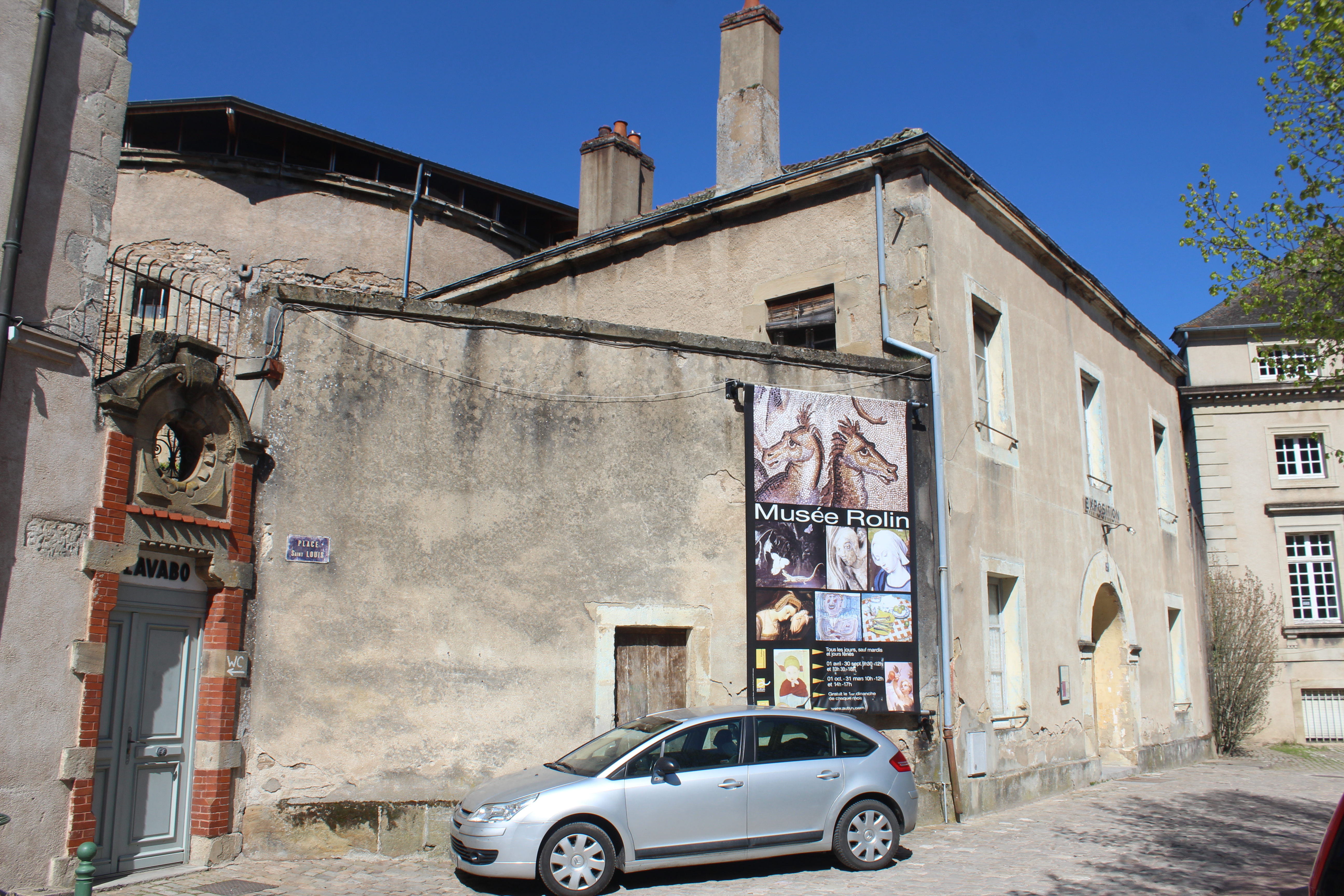
La place Saint-Louis, entrée de l'ancienne prison.

La place Saint-Louis est une voie de la commune française d'Autun, située dans le département de Saône-et-Loire en France.

## Situation et accès

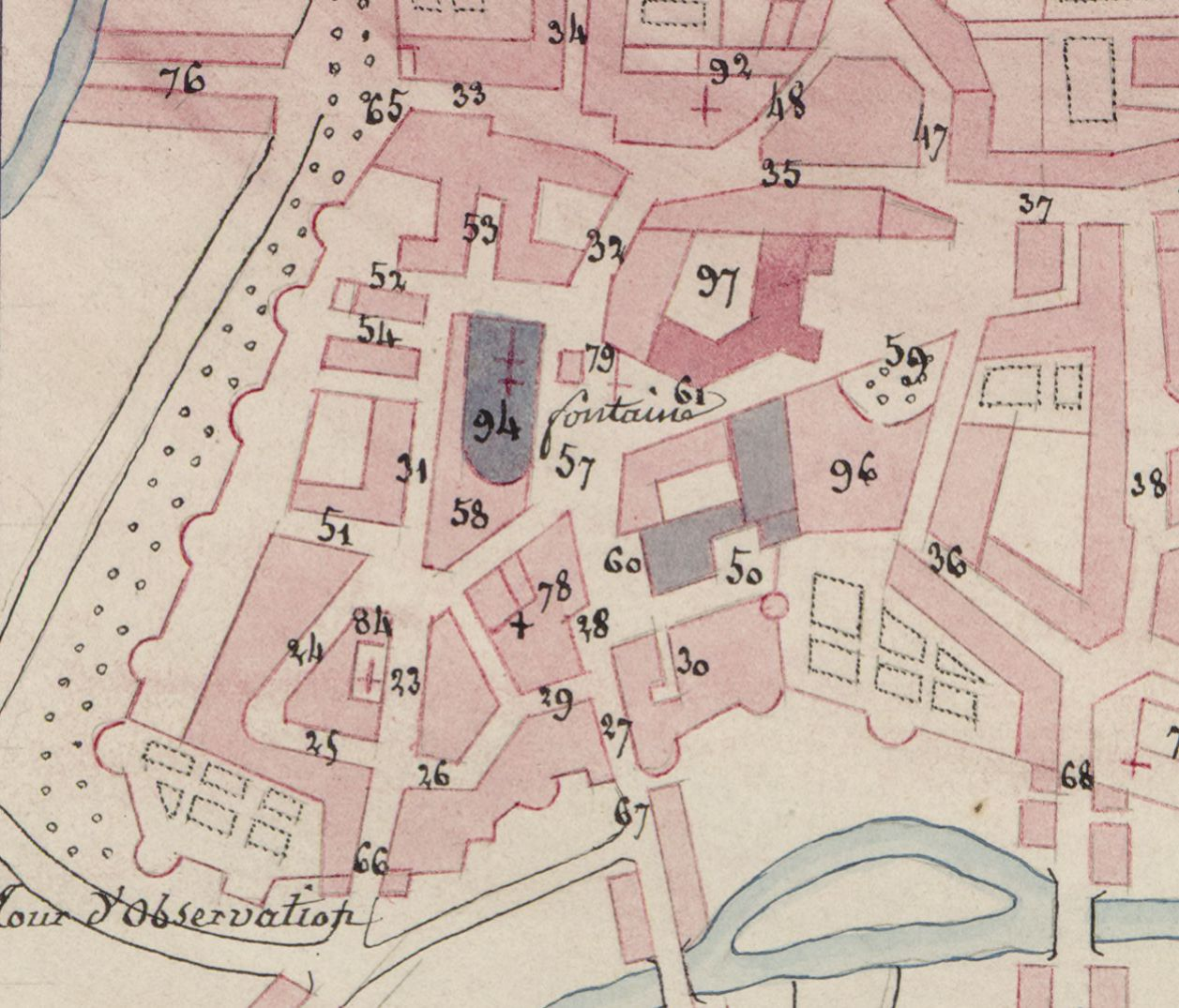
Plan d'Autun vers 1830, détail sur le quartier de la Cathédrale. La place Saint-Louis, dite « place du Tribunal », est le no 61.

Adjacente à la place du Terreau qui borde la cathédrale Saint-Lazare, elle longe l'ancien palais de justice, du XVIIIe siècle, l'ancienne prison panoptique ainsi qu'une partie de l'hôtel Rolin.
La place Saint-Louis est située dans le quartier de la cathédrale, à proximité imminente de celle-ci. Son emplacement donnait jusqu'à la fin du XVIIIe siècle sur pas moins de trois édifices religieux. Elle a succédé, à la Révolution, à l'église Notre-Dame-du-Châtel qui fut écroulée. Il existait deux voies autour l'église : d'un côté, le cul-de-sac du Donjon, longeant l'hôtel du Chancelier Rolin, et de l'autre, la rue du Présidial. Seule cette dernière existe toujours, mais elle a perdu son nom au cours du XVIIIe siècle, jusqu'en 2004 où elle prend celui de rue Chanoine-Trinquet. Percée dans le second tiers du XVIIe siècle, cette rue donnait accès à l'église Saint-Jean-de-la-Grotte, située sous la cathédrale Saint-Nazaire et attestée au XIIIe siècle ; toutes deux sont détruites avant la Révolution.
À partir du XIXe siècle, la place Saint-Louis est située au débouché de la rue des Bancs au nord, de la rue Chanoine-Trinquet à l'est (depuis la place d'Hallencourt, derrière le palais de justice) et de la place du Terreau et la rue Notre-Dame au sud et à l'ouest, qui entourent la cathédrale.

## Origine du nom
Elle porte le nom de Louis XVIII, frère de Louis XVI.

## Historique
La Révolution donne à la nouvelle place le nom de « place de la Loi ». Ce nom, semblable au changement de dénomination des voies d'Autun effectué en 1794 par le pouvoir révolutionnaire, renvoie aux valeurs civiques et morales que veut imposer la Révolution ; la place voisine du Terreau est ainsi renommée place de la Régénération.
Dès la première année de la Restauration, la place se voit attribuer le nom de « place Saint-Louis », par le préfet de Saône-et-Loire à la demande du maire d'Autun.

### L'église paroissiale Notre-Dame-du-Châtel

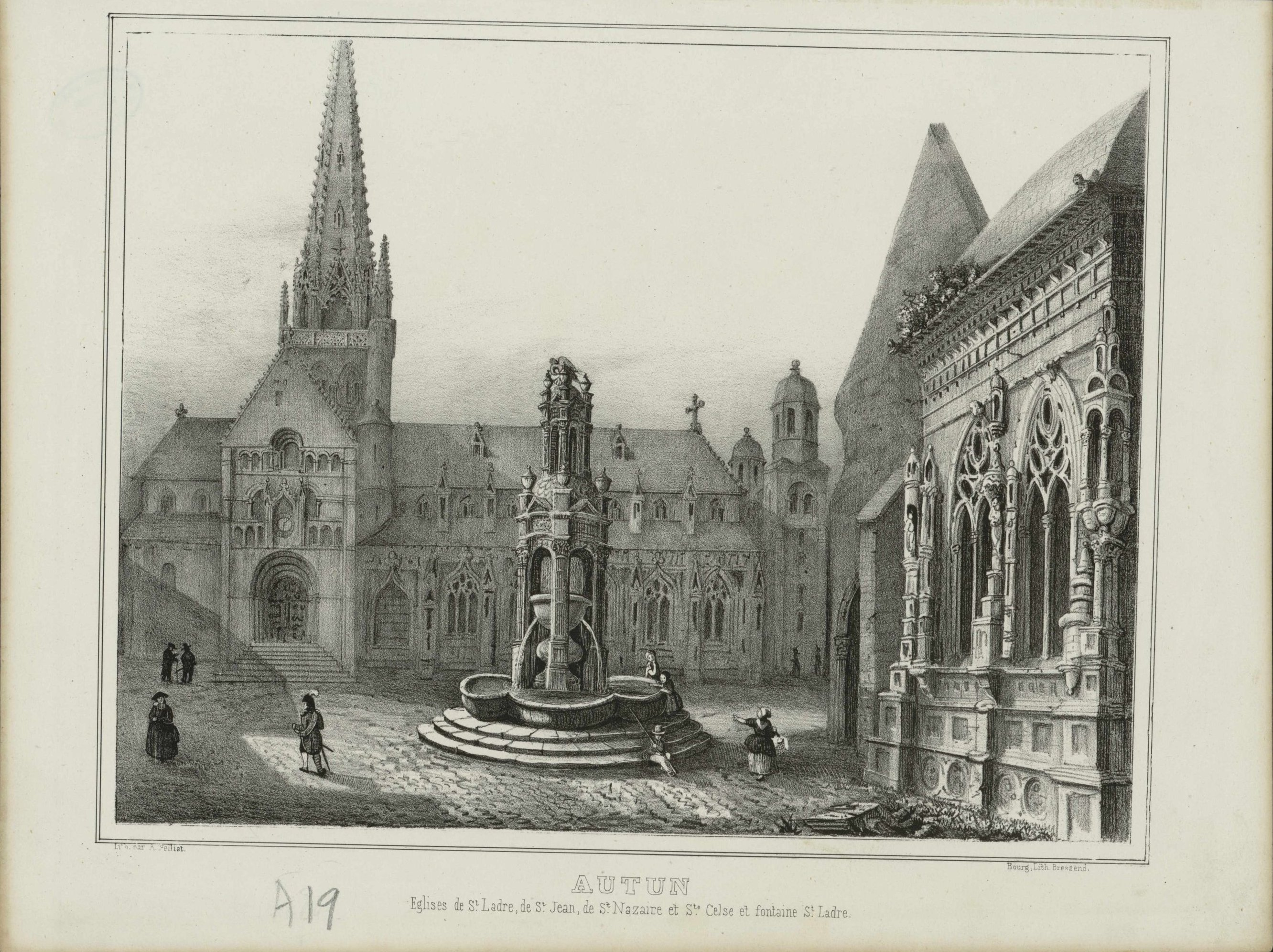
La fontaine et la cathédrale Saint-Lazare, Jean-Baptiste Lallemand, XVIIIe siècle ; lithographie du XIXe siècle, Archives départementales de Saône-et-Loire. À gauche, la chapelle Poillot de l'église Notre-Dame-du-Châtel.

La place Saint-Louis était originellement occupée par l'église Notre-Dame-du-Châtel. Sa première attestation est en 1204, mais elle pourrait être plus ancienne d'après l'historien autunois Harold de Fontenay, qui se base sur l'état en ruines de l'édifice au milieu du XVe siècle. En 1450, le chancelier Nicolas Rolin, né dans la paroisse, érige l'église en collégiale et la fait agrandir. De nombreuses personnalités d'Autun sont inhumées dans l'église, parmi lesquelles Nicolas Rolin.

### Création de la place
Sous la Révolution, l'église est démolie en 1794 et lui succède une place publique, qui reçoit la dénomination de « place de la Loi ». Elle est renommée en « place Saint-Louis » par les royalistes vingt ans plus tard, lors de la Première Restauration. 
En 1817, elle est plantée de tilleuls. Le 16 avril 1819, une croix en érigée sur la place, afin de commémorer une mission débutée le 7 mars 1818 à la cathédrale Saint-Lazare. Le monument, élevé sur deux marches, était composé d'un soubassement formé d'un bloc antique de cipolin sur lequel reposait une colonne ionique surmontée par une croix de bronze. Elle est enlevée le 18 novembre 1830 sur une décision du conseil municipal et est transportée dans la cour de la Maîtrise, où elle figure toujours.

### Aménagements
L'hôtel Rolin, situé rue des Bancs et mitoyen de l'hôtel Lacomme dont une façade donne sur la place Saint-Louis, est acquis en 1878 par Jacques-Gabriel Bulliot pour accueillir le siège et la bibliothèque de la Société éduenne, société savante autunoise. Elle y ouvre un musée d'histoire de la ville, le musée Rolin.
En 2010, la municipalité débute un projet d'agrandissement du musée, qui s'étend sur l'ensemble des édifices entourant la place Saint-Louis, la prison et le palais de justice. Les travaux nécessaires à cette expansion permettent la découverte de la tombe de Nicolas Rolin en 2020, sur l'emplacement de l'ancienne église.

## Bâtiments remarquables et lieux de mémoire

### Palais de justice
L'ancien palais de justice d'Autun est situé à l'extrémité nord-est de la place et marque la délimitation avec la place d'Hallencourt. Il succède à l'auditoire royal, dont l'existence est attesté sur le même emplacement en 1680. Le tribunal d'instance d'Autun est supprimé en 2009. Il est rattaché depuis à celui du Creusot.

#### Historique
Le Chapitre vend la maison et son droit de justice en 1688 aux officiers du roi des bailliage et chancellerie d'Autun. D'autres maisons appartenant au Chapitre sont rasées pour la construction du palais, qui débute en 1704, et s'achève en 1711. Il est alors, d'après Harold de Fontenay, l'un des plus prestigieux de la région. Sa façade donnant place d'Hallencourt peut être attribuée à l'architecte Perrenet, auteur de celle du collège d'Autun (actuel lycée Bonaparte). En 1774, le palais subit un grave incendie ; la charpente et le plancher supérieur sont détruits et les appartements gravement endommagés. Dès les années 1810, l'édifice nécessite de nouveaux travaux. Ceux-ci, autorisés en 1817, prennent du retard et ne sont terminés qu'en 1822, sous la direction de l'architecte-voyer autunois Roidot. Il sera de nouveau restauré en 1980.

#### Architecture
Le bâtiment est composé d'un corps principal qui est flanqué de deux pavillons d'angle, qui ne communiquent qu'au niveau du premier étage. La façade du palais donne sur la place Saint-Louis. Austère et régulière, elle offre un accès par un escalier à trois volées et une porte au décor néo-classique. Modifiée au XIXe siècle, la façade présente cinq travées de fenêtres et une attique.
Le rez-de-chaussée donnant sur la place d'Hallencourt sert un temps, à partir de 1729, de grenier à sel, puis, en 1815, à une classe gratuite donnée par le chanoine de la cathédrale. En 1822, il est réaménagé pour accueillir des cellules de prison — elles virent notamment cinq contrebandiers de la bande de Mandrin. À la fin du XIXe siècle, l'organisation du palais de justice est comme suit : au premier étage, logement du concierge, salle des pas-perdus, salle d'audience, bibliothèque des avocats, cabinets du président et du procureur ; au second étage, le greffe, les archives et le cabinet du juge d'instruction.

### Prison circulaire

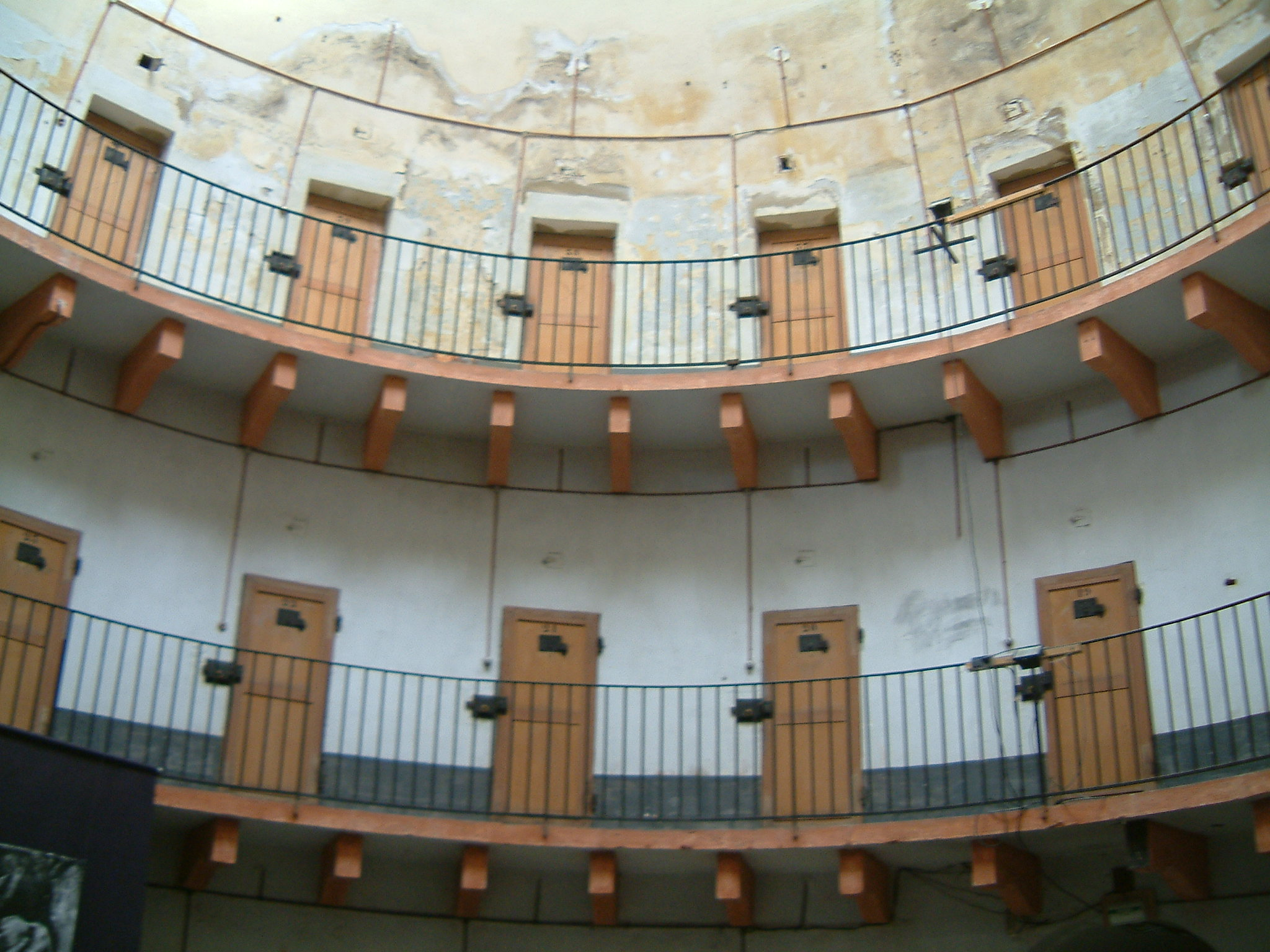
L'intérieur de la prison.

Au XIXe siècle, la prison, trop petite mais aussi trop humide et vétuste est transférée du palais de justice à un nouveau bâtiment. Celui-ci est construit entre 1855 et 1856 par André Berthier, et son entrée donne sur la place Saint-Louis. Adjacente au palais, la prison y est reliée par un passage qui donne dans sa cour arrière.
La prison d'Autun a pour particularité d'être une des premières en France à avoir adopté le modèle de détention cellulaire, en application du modèle panoptique développé par le Britannique Jeremy Bentham en 1791. Le bâtiment qui donne sur la place est celui de l'administration, derrière lequel est érigée une tour de 13 mètres de hauteur et 23 mètres de diamètre, renfermant cinquante cellules identiques. Les cours de promenades sont situées sur le toit,.
La prison est désaffectée en 1956 puis acquise en 2003 par la Ville d'Autun. Elle est classée en totalité parmi les monuments historiques en 2017. Le bâtiment est rénové au début des années 2020, dans le cadre d'un projet d'extension du musée Rolin. À terme, la prison doit être reliée à l'hôtel Rolin et au palais de justice et être couverte d'un étage panoramique. En prévision des travaux, une étude du service municipal d'archéologie a permis de recenser les graffitis déposés par les prisonniers.

### Hôtel Lacomme

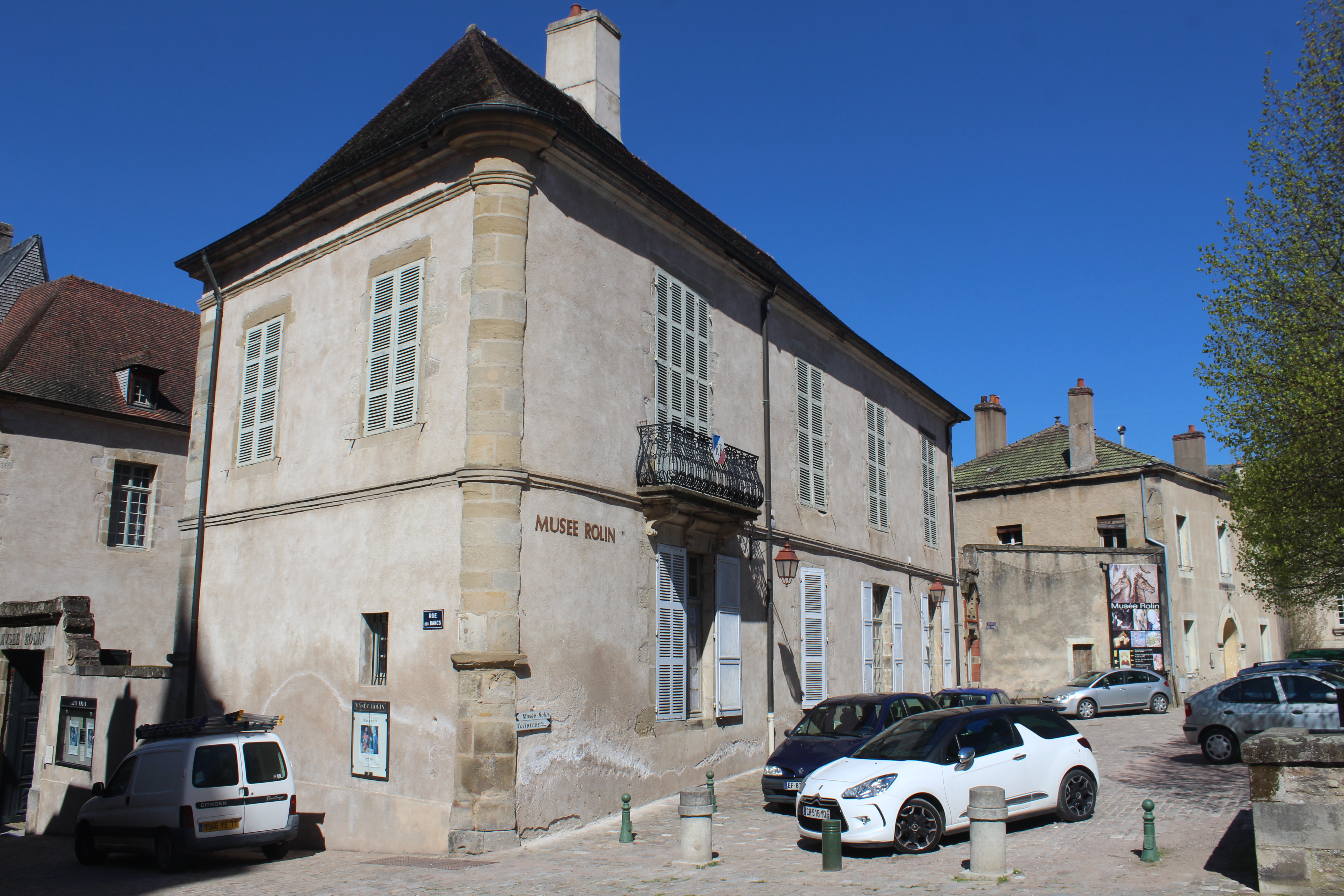
L'hôtel Lacomme, actuel musée Rolin.

L'hôtel Rolin longe l'ensemble de la façade est de la rue des Bancs, qui descend en direction du Nord entre la place Saint-Louis et le parvis de la cathédrale. Sa partie sud, la plus ancienne, qui donne sur la place Saint-Louis, est aussi appelée hôtel ou maison Lacomme. La demeure est acquise en 1372 par Jean Rolin, futur évêque de Chalon-sur-Saône puis d'Autun. Son fils, Nicolas Rolin, qui y est né, la fait agrandir au milieu du XVe siècle en direction du nord jusqu'au rempart de la ville haute — dont il reste une tour aujourd'hui intégrée au bâtiment. Alors que la partie nord a conservé son aspect médiéval, la partie sud, dite Lacomme, est marqué par les remaniements des XVIIe – XVIIIe siècles et XXe siècle.
L'hôtel Rolin est classé au titre des monuments historiques en 1877 et acquis dans le même temps par la Société éduenne, pour accueillir son siège, sa bibliothèque et le nouveau musée Rolin. En 1954, le bâtiment et les collections sont données par la Société éduenne à la ville, qui achète aussi l'hôtel Lacomme sur lequel elle étend le musée.